# Casto (Italie)
Pour les articles homonymes, voir Casto.
Casto (Cast en brescian) est une commune de la province de Brescia dans la région Lombardie en Italie.

## Administration
| Période                                  | Période  | Identité      | Étiquette | Qualité |
| ---------------------------------------- | -------- | ------------- | --------- | ------- |
| Juin 2004                                | En cours | Simona Freddi |           |         |
| Les données manquantes sont à compléter. |          |               |           |         |

## Démographie
| 1861  | 1871  | 1881  | 1891  | 1901  | 1921  | 1931  |
| ----- | ----- | ----- | ----- | ----- | ----- | ----- |
| 1 079 | 1 057 | 1 116 | 1 136 | 1 133 | 1 136 | 1 185 |

| 1936  | 1951  | 1961  | 1971  | 1981  | 1991  | 2001  |
| ----- | ----- | ----- | ----- | ----- | ----- | ----- |
| 1 168 | 1 279 | 1 352 | 1 528 | 1 597 | 1 659 | 1 913 |

### Hameaux
Alone, Auro, Briale, Comero, Famea, Malpaga.

### Communes limitrophes
Bione, Lodrino, Lumezzane, Marcheno, Mura, Pertica Alta, Vestone.

## Sport
Chaque mois de mai depuis 2002, le village accueille le départ du Trophée Nasego.